# ハレダイスケ

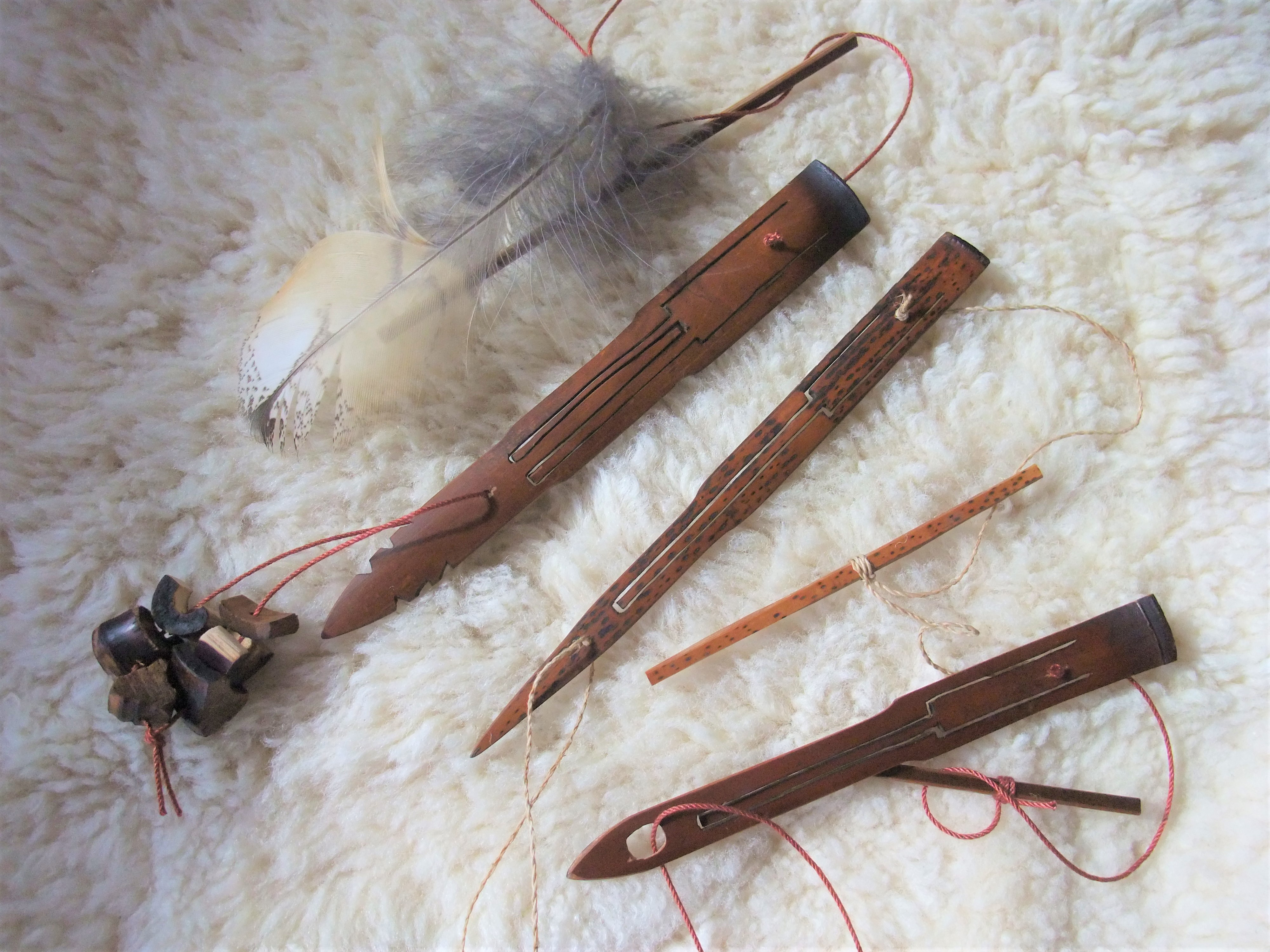
作品例（Facebook掲載より）

ハレ・ダイスケ（1965年 - ）は、口琴の演奏者・製作者・研究者・収集者。プロフィールでは「口琴活動家」と表現している。北海道出身。本名は漢字表記。
ムックリなどの竹製の口琴から金属製のものまで即興演奏する。また、意匠を凝らしたムックリを製作販売している。CD作品複数あり。国内、アジアを中心に活動。

## 活動内容
- 1997年
  - ライブ活動および作詞作曲活動を開始。
  - ウェブサイト『1965空想室』を開設。後に『site-koukin』に改称。
- 2000年
  - 松隈康と「アゲハ」を結成。活動内容は歌を主体とする。
- 作品例（Facebook掲載より）作品例（Facebook掲載より）2001年

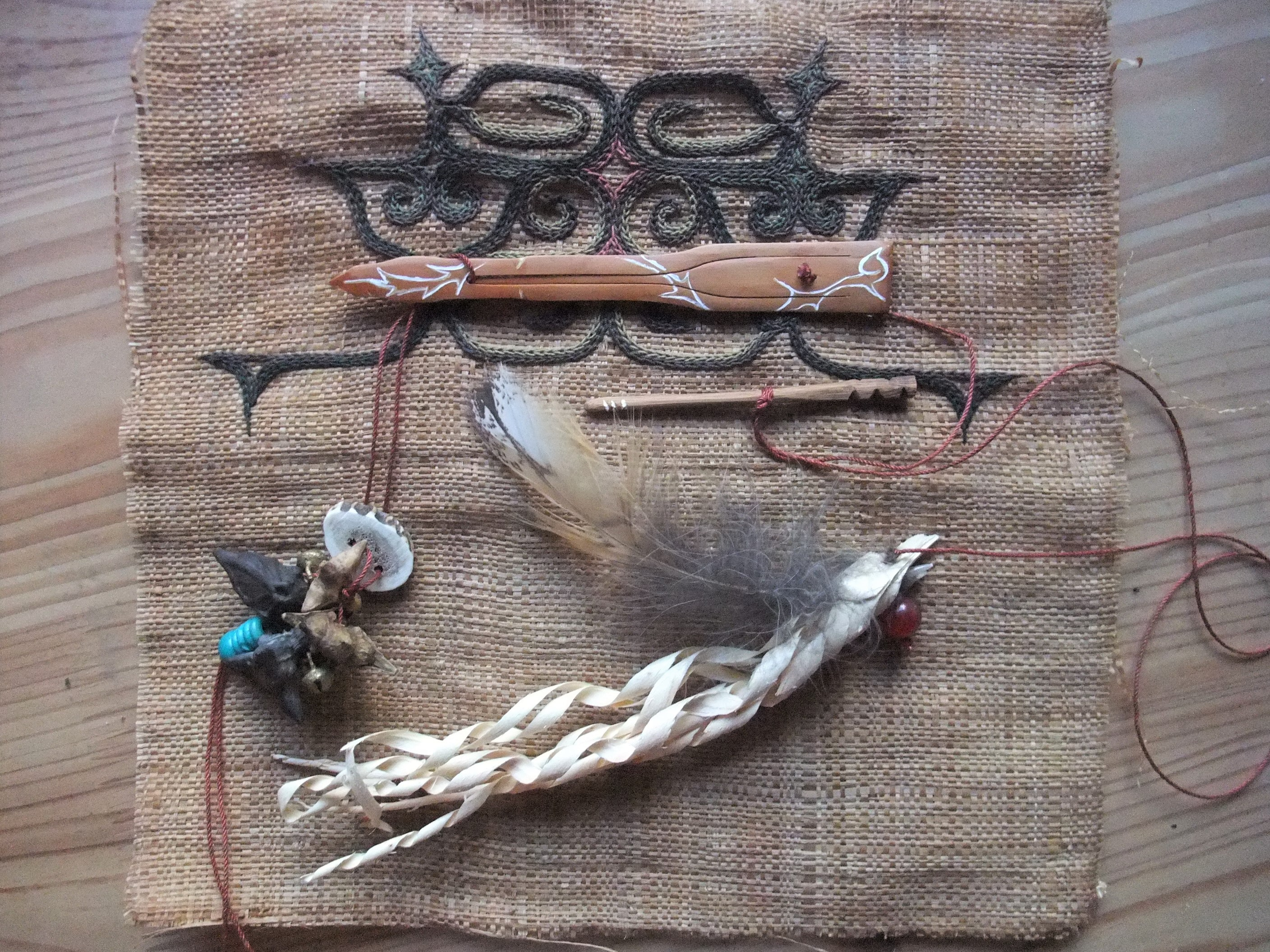
作品例（Facebook掲載より）

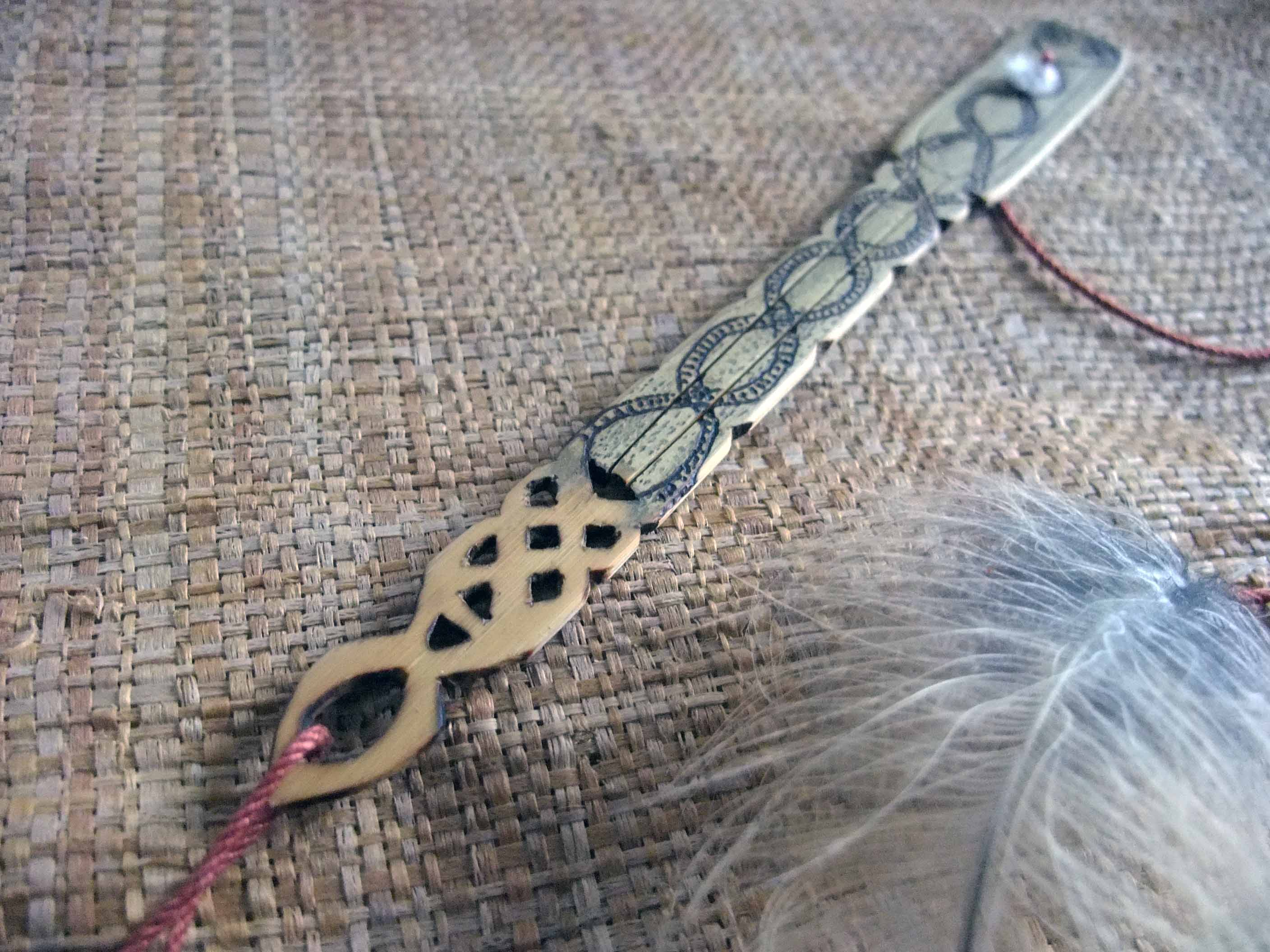
作品例（Facebook掲載より）

  - 口琴普及のための任意団体「札幌口琴会議」を主宰し、活動を開始。
  - CD作品『札幌カフェ』を発表。ハレダイスケによる詞曲、演奏はハレダイスケと松隈康。嵯峨治彦が参加。
  - CD作品『星空口琴』を発表。アイリッシュ音楽グループ　hardtofind、あらひろこが参加、、
- 2002年
  - 全道ムックリ大会優勝。
  - CD作品『琴遊詩人』を発表。ペケレット湖という湖での野外録音盤になっている。松隈康参加。
  - 安東ウメ子と出会い、交流を始める。
- 2003年
  - サハ共和国のスピルドン・シシーギン、イワン・アレクセイエフに出会う。
  - 高木喜久恵が主宰する「シノッチャの会」の会員となる。
- 2004年
  - 安東ウメ子から愛用ムックリを譲り受ける。
  - 『第一回北海道口琴フェス』を開催。中本ムツ子と出会い、交流を始める。
  - 口琴企画室を開所。
- 2005年
  - CD作品『口琴』をリリース。ハレダイスケのほか、北山泰一ら札幌口琴会議メンバー、嵯峨治彦、安東ウメ子が一部参加。
- 2006年
  - オランダの『The 5th International Jew's harp Festival』に参加。
  - 芸術作品集『般若心経ゼロ』に楽曲提供。
  - 札幌市にギャラリー「口琴博物館」を設立（ウェブ『site-koukin』では建物一階部分の車庫を改修したスペースとの表記）。
- 2007年
  - 『Jew's Harp Reference 口琴の魅力』を執筆・出版。
  - 盲導犬育成のための音楽CD作品『XYEZUNA』に楽曲提供。
- 2008年
  - 日本口琴協会主催の『第一回国際口琴フェスティバル in 東京 月』に参加。
- 2009年　この年あたりから活動スタイルがライブからワークショップスタイルに変わっている。
- また、喫茶店の熱烈な愛好家であり、ホームページでは古い喫茶店めぐりが趣味なので現地でご紹介いただけると嬉しいです、と書いている。
- 2020年　Facebookでは『Jew's Harp Reference 口琴の魅力』の改訂、CD『もよう』のリリース（詳細は不明）、通販サイト「ムックリを作る店。」を開設した報告のほか、数々のムックリ作品を公開。